# Magnolia espinalii
Magnolia espinalii ist eine Art aus der Familie der Magnoliaceae. Die in Kolumbien endemische Art ist vom Aussterben bedroht. Nach einer Untersuchung der kolumbianischen Botanikerin Diana M. López-A und Kollegen gab es 2008 nur noch 23 Baume, die wild wuchsen. Trivialnamen sind hojarasco, magnolio de monte.

## Beschreibung
Der Baum kann bis 30 m Höhe und 55 cm Stammdurchmesser erreichen; Rinde und Holz sind zimtfarben. Die Zweige tragen kurze Behaarung, außerdem Blattnarben und ovale Lentizellen. Die wechselständigen, papierartigen Laubblätter sind eiförmig bis elliptisch und nicht zugespitzt, sie sind auf der Unterseite cremeweiß behaart. Die Blüten sitzen einzeln an den Zweigspitzen, jede Blüte ist von drei bis fünf Hochblättern umgeben. Die Blüten bestehen aus sechs bis sieben gelbgrün bis cremeweiß gefärbten, zugespitzten Kronblättern und drei verkehrt eiförmigen Kelchblättern, die Blüten sind zwittrig und vorweiblich (protogyn). Die verholzenden, elliptischen Früchte sind 6,9 bis 8,5 Zentimeter lang und 3,3 bis 4,5 Zentimeter breit, sie öffnen sich unregelmäßig durch das Auseinanderweichen der Fruchtblätter. Jede Frucht enthält zwischen 6 und 20 Samen.

## Habitat und Vorkommen
Der Baum ist endemisch im Department von Antioquia, Kolumbien, entlang der Zentralkordillere, zwischen 1.800 und 2.400 m Höhenlage, Vorkommen sind bekannt in den Gemeinden Angelópolis, Armenia Mantequilla Betania, Caldas, Envigado, Jericó und Medellín. Der Baum kommt in humiden submontanen bis montanen Wäldern vor.

## Verwendung
Das dekorative Holz wurde für Holzpfosten, Bretter, Balken und Möbel verwendet.

## Gefährdungssituation
Der Baum ist vom Aussterben bedroht. Er ist in der Roten Liste der Pflanzen Kolumbiens, und in der Roten Liste der IUCN in der Kategorie „critically endangered“ aufgeführt. In den Wildvorkommen wurden nur im Umfeld von zwei älteren Bäumen noch Sämlinge gefunden, möglicherweise kann die insektenbestäubte Art in den verbliebenen, kleinen Waldfragmenten nicht mehr erfolgreich natürlich bestäubt werden.
Der Baum wurde in Artenschutzprogrammen erfolgreich reproduziert, und einige wenige Pflanzen wurden in verschiedenen Schutzgebieten und privaten Waldflächen angepflanzt, zum Beispiel in der Gemeinde Rionegro. Die Firma South Pole Group fördert die Erhaltung dieser Art in einem Reproduktionsprojekt in Zusammenarbeit mit dem Botanischen Garten von Medellín.